# Kibara hartleyi
Kibara hartleyi är en tvåhjärtbladig växtart som beskrevs av W.R. Philipson. Kibara hartleyi ingår i släktet Kibara och familjen Monimiaceae. Inga underarter finns listade i Catalogue of Life.